# Iwan Winokurow
Iwan Nikołajewicz Winokurow (ros. Иван Николаевич Винокуров, ur. 25 marca 1893 w ułusie botorusskim w obwodzie jakuckim, zm. 15 stycznia 1935 w Moskwie) – radziecki polityk, przewodniczący Rady Komisarzy Ludowych Jakuckiej ASRR (1924-1925).
Po ukończeniu 1913 Jakuckiego Seminarium Duchownego studiował w Kazańskiej Akademii Duchownej, później w Uniwersytecie Kazańskim, 1918-1919 był nauczycielem w szkole w guberni samarskiej. W 1919 kierownik Szkolnego Pododdziału Powiatowego Oddziału Edukacji Narodowej w Buzułuku, członek RKP(b), 1919-1920 naczelnik oddziału aprowizacyjnego w guberni samarskiej, 1920-1922 kierownik powiatowego oddziału edukacji narodowej w Buzułuku, 1922-1923 przewodniczący samarskiej gubernialnej rady pracowników oświaty. Od 1923 ludowy komisarz oświaty Jakuckiej ASRR i zastępca przewodniczącego Rady Komisarzy Ludowych Jakuckiej ASRR, 1924 ludowy komisarz ochrony zdrowia Jakuckiej ASRR, od grudnia 1924 do czerwca 1925 przewodniczący Rady Komisarzy Ludowych Jakuckiej SRR, od czerwca 1925 do czerwca 1928 stały przedstawiciel Jakuckiej ASRR przy Prezydium WCIK. Od czerwca 1928 do 1929 ludowy komisarz handlu i przemysłu Jakuckiej ASRR, 1930 ponownie zastępca przewodniczącego Rady Komisarzy Ludowych Jakuckiej ASRR, 1932-1933 ludowy komisarz zaopatrzenia Jakuckiej ASRR, 1932-1933 studiował w Moskiewskiej Akademii Handlu Sowieckiego. Od 1933 do listopada 1934 przedstawiciel CIK i Rady Komisarzy Ludowych Jakuckiej ASRR przy Komitecie Wykonawczym Wschodniosyberyjskiej Radzie Krajowej, następnie ponownie stały przedstawiciel Jakuckiej ASRR przy Prezydium WCIK.

## Upamiętnienie
- W latach 1935–1938 biblioteka nosiła imię Iwana Winokurowa nosiła Jakucka Państwowa Biblioteka Narodowa[1].